# Mars 96
La Mars 96 (llamada también Mars M1 y, pese a no tener relación con el programa Mars,  y Mars 8) fue una sonda espacial rusa destinada al estudio del planeta Marte.
Constaba de un orbitador, dos sondas de aterrizaje y dos penetradores y es la segunda sonda más pesada jamás enviada al espacio, lo que demuestra lo ambicioso de la misión. La Mars 96, lanzada el 16 de noviembre de 1996, debía haber llegado a Marte diez meses más tarde, el 12 de septiembre de 1997. Sin embargo, un fallo de la cuarta etapa del cohete hizo que no abandonara la órbita terrestre, destruyéndose cuatro horas después al noroeste de la ciudad de Iquique (en el norte de Chile), cerca de la frontera con Bolivia.
El hecho de que la sonda llevara plutonio a bordo causó cierta preocupación por posible contaminación radiactiva.

## Preparativos de la misión
La sonda partía del diseño de las sondas del programa Fobos (llamado UMLV: Universal Mars Luna Venus), lanzadas en 1988 y que no consiguieron cumplir su objetivo. Tenía un peso total (contando orbitador, sondas de aterrizaje y penetradores) de 6700 kg, de los cuales aproximadamente 3000 kg eran de combustible y 550 de instrumental científico.
Los preparativos comenzaron en 1989 y se convirtió en una de las prioridades del programa espacial soviético. Los diseñadores confiaban en haber corregido los errores que llevaron a la pérdida de ambas Fobos. Sin embargo, la fuerte crisis económica que sacudió la ex Unión Soviética, ya Rusia, provocó severos retrasos; el lanzamiento, previsto inicialmente para 1992, tuvo que posponerse a 1994 (de hecho el nombre original de la misión era Mars 94). Apenas a unos meses del mismo volvió a retrasarse, esta vez hasta 1996. El cambio comportó, además, problemas de exceso de peso (pues no era tan fácil alcanzar Marte como dos años antes).
La sonda fue construida por NPO Lavochkin, aunque en las sondas de aterrizaje colaboró el Instituto de Investigaciones Espaciales (IKI) y en los penetradores el Instituto Vernadsky (GEOHI). El instrumental científico se probó en IKI y la integración y pruebas finales en el NPO. Los problemas con la Mars 96 provocaron retrasos a su sucesora, la Mars 98 (inicialmente era esta la que recibía el nombre de Mars 96, aunque finalmente no llegó a volar).
Además del liderazgo ruso, en el instrumental científico colaboraron múltiples naciones: Alemania, Austria, Bélgica, Bulgaria, la República Checa, Eslovaquia, España, Estados Unidos, Finlandia, Francia, Gran Bretaña, Grecia, Hungría, Irlanda, Italia, Noruega, Polonia, Rumanía, Suecia, Suiza y Ucrania. Contó también con la colaboración de la Agencia Espacial Europea.

### Desarrollo previsto de la misión
Según su programa, debía llegar a Marte el 12 de septiembre de 1997, tras 10 meses de viaje. Cuatro o cinco días antes de su llegada estaba previsto que se liberaran las dos estaciones de aterrizaje, tras lo cual el orbitador (al que hubieran seguido unidos los dos penetradores) debía realizar una maniobra para apartarse del rumbo de colisión. Los aterrizadores debían posarse en el hemisferio norte (Arcadia Planitia) en horario diurno. Tanto el aterrizaje como la maniobra de inserción orbital (frenado) del orbitador se iban a realizar en un horario que permitiera su seguimiento desde las estaciones de Ussurijsk y Evpatoria. Las estaciones de aterrizaje no debían aterrizar a más de 10 º a lo largo y 2 º a lo ancho del lugar previsto.
El orbitador debía quedar en una órbita 500 × 52 000 km, tras lo cual se reduciría a 300 × 52 000. Después de esto, y entre 7 y 28 días tras llegar al planeta rojo, se liberarían los penetradores, que se separarían del orbitador y frenarían por sus propios medios para reentrar en la atmósfera marciana. La decisión de si se iban a liberar los dos a la vez o en tandas separadas no se tenía tomada en el momento del lanzamiento. Uno de los penetradores debía impactar cerca de las estaciones de aterrizaje, mientras que el otro lo haría a 90° de longitud de distancia. En caso se que hubiera tormentas de polvo los dos penetradores se separarían conjuntamente e impactarían a solo 5-6 º de distancia el uno del otro. El orbitador podía comunicarse con los penetradores durante periodos 5 o 6 minutos cada 7 días, tras lo cual retransmitiría los datos a tierra.
Tras la liberación de los penetradores se separaría la unidad de propulsión autónoma, lo que hubiera permitido la apertura de las antenas de radar y baja frecuencia. El mapeo del planeta hubiera empezado a los 50-90 días de su llegada. En el caso de que el orbitador hubiera seguido funcionando después de su año inicial, podía reducirse la altura de la órbita mediante aerofrenado. La maniobra hubiera tardado 2 o 3 meses y hubiera permitido reducir la distancia al planeta, disminuyendo también el periodo orbital de las 43 horas iniciales a 8-10. La sonda estadounidense Mars Global Surveyor (lanzada también en 1996) contaba con una antena diseñada para ayudar a comunicar las sondas de aterrizaje y penetradores rusos con la Tierra.

### Lanzamiento y pérdida de la misión

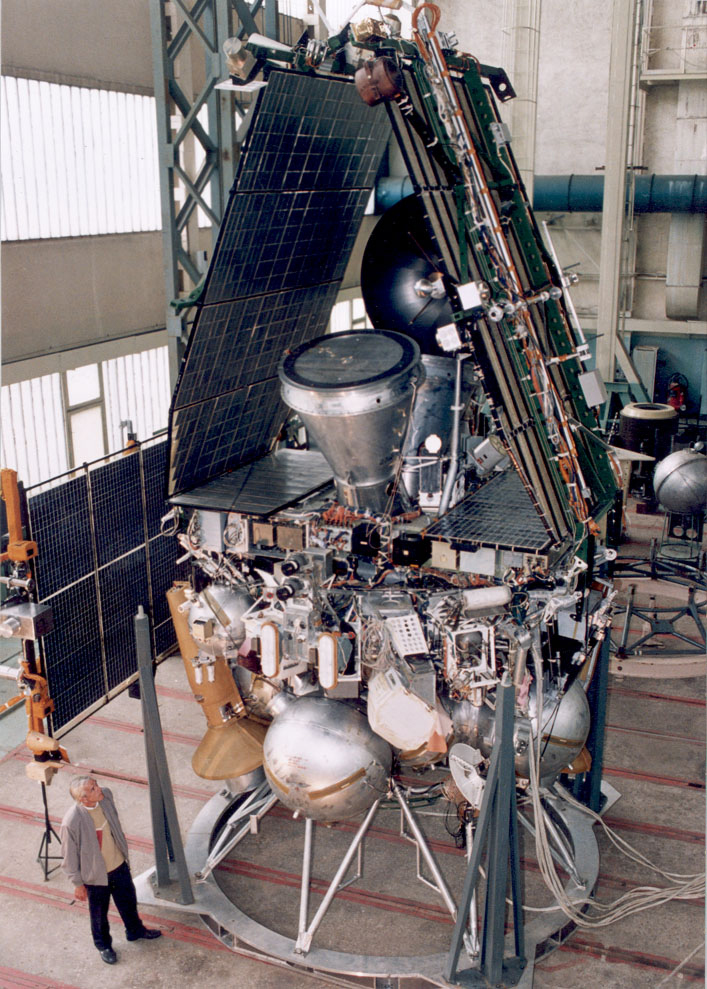
La Mars 96 en el edificio de ensamblaje.

Las tres primeras etapas del cohete Proton funcionaron perfectamente. La cuarta también se encendió según lo previsto y, tras unos minutos, se apagó para un segundo encendido. Este reencendido debía suceder sobre la costa de Uruguay. Normalmente los soviéticos hubieran llevado hasta allí un buque de seguimiento para comprobar que todo estaba en orden o, en caso preciso, dar nuevas instrucciones. Sin embargo la crisis económica hizo que todos los buques de seguimiento se hubieran vendido a excepción de uno, que tampoco participó en la misión por hallarse en el puerto de San Petersburgo.
El segundo encendido de la cuarta etapa nunca se produjo. El piloto automático de la sonda actuó como si todo hubiera ido bien: se separó de la cuarta etapa, encendió su propio motor, desplegó los paneles solares y emitió una señal de que todo había salido según lo previsto. La señal fue escuchada por la estación de seguimiento de Yevpatoriya (Crimea), que inicialmente dio crédito a la información que llegaba de la sonda, lo que dio lugar a que los responsables de la misión emitieran un primer comunicado en el que anunciaban el éxito del lanzamiento. Sin embargo, conforme los minutos pasaban, en Yevpatoriya se percataron de que la sonda no seguía la órbita prevista y que, en su lugar, se encontraba atrapada en órbita terrestre baja. Conscientes de que ya no había nada que hacer, intentaron estrellar la sonda de forma segura, pero en pocos minutos esta salió de su radio de alcance.
Mientras tanto los Estados Unidos también estaban intentando seguir la misión. Poco después de su paso sobre Yevpatoriya, la fallida Mars 96 sobrevoló su estación de Kwajalein, pero no la detectaron porque esperaban que estuviera en ruta hacia Marte. Para cuando los EE. UU. se percataron de que la misión había fracasado creyeron erróneamente que la sonda no se había separado de la cuarta etapa y siguieron a esta última como si se tratase de la sonda. Debido a la presencia de plutonio en la misión, se extendió la alarma y el primer ministro australiano llegó a hablar personalmente con Bill Clinton ante el temor de que la sonda cayera en su país. Al anochecer del sábado 16 la presunta sonda fue detectada reentrando en la atmósfera terrestre cerca de la Isla de Pascua y se desactivó la alarma.
Los rusos actuaron con menos rapidez. Finalmente, el lunes 18 anunciaron que la sonda se había separado de la etapa y que el objeto seguido por los estadounidenses era en realidad la etapa (y no la sonda). La Mars 96 había reentrado en la atmósfera terrestre cuatro horas después del despegue, en algún lugar situado entre el Pacífico Oriental, Suramérica y el Atlántico Sur, sin que pudieran precisar más.
Gracias a los nuevos datos proporcionados por los rusos, los estadounidenses reexaminaron los suyos y encontraron el rastro que había dejado la reentrada de la Mars 96 en sus satélites espía. A partir de allí se estimó que la sonda había caído en una franja oblonga de 300 × 80 km en dirección sudoeste-noreste, entre Chile, Bolivia y el Océano Pacífico.
Se destruyó cuatro horas después del despegue, a las 00:49 UTC del día siguiente (las 21:49 del 16 de noviembre hora local) al noroeste de la ciudad de Iquique (en el norte de Chile), cerca de la frontera con Bolivia.
Rusia no ofreció ayuda a las naciones cercanas, asegurando que aunque estaban adyacentes al lugar donde había caído la sonda no había peligro de contaminación radiactiva. Por su parte, Estados Unidos tampoco ofreció ayuda ni envió ningún equipo en busca de posibles fugas radiactivas.
El gobierno de Chile, creyendo que el plutonio había caído en el mar, no hizo caso a los testigos que hablaban de restos sobrevolando tierra firme, cerca de la frontera con Bolivia. Entre ellos había observadores fiables como John VanderBrink, especialista en electrónica del Observatorio Europeo del Sur. Sin embargo, teniendo en cuenta que el plutonio iba a bordo de las sondas de aterrizaje y penetradores (que estaban diseñados para sobrevivir a una reentrada y, en el caso de los penetradores, incluso a una colisión contra la superficie), cabía la posibilidad de que estos hubieran llegado al suelo más o menos intactos.
En otras ocasiones en las que material radiactivo había caído desde el espacio (como en el caso del Cosmos 954) se había emprendido un extenso programa de búsqueda. En este caso, sin embargo, rusos y estadounidenses decidieron no hacer nada. Existe el riesgo de que el plutonio llegue a contaminar a los seres humanos, aunque esto es difícil debido a que, tal y como estaba hecha la sonda, un contacto accidental no presenta peligro.
Esto se debe a que el plutonio emite básicamente rayos alfa, que se detienen fácilmente y solo pueden penetrar a través de la piel por contacto directo. Otras vías (ingestión o inhalación de polvo) son descartables debido a que el material no se puede haber fundido o triturado durante la reentrada y colisión. Sin embargo, existe el riesgo de que alguien haya ocultado los restos de plutonio, al tratarse este de una fuente de calor «mágica» que sería muy útil en la fría cordillera de los Andes (esto, por estrambótico que parezca, sucedió en una ocasión en Baikonur). Por último, el mayor riesgo vendría si alguien buscara el plutonio con malas intenciones, en cuyo caso sí podría esperarse que lo triturara para que la radiactividad se esparciera por un área mayor.

### Comisión investigadora
Rusia encargó una comisión para establecer lo sucedido, encabezada por el profesor Utkin. Sin embargo, a pesar de ya saber qué era lo que había fallado, la comisión fue incapaz de encontrar la causa de dicho fallo.

## Consecuencias
La pérdida de la Mars 96 supuso un duro golpe para las aspiraciones rusas en Marte. El fiasco y la crisis económica hicieron que Rusia no intentara enviar ninguna otra sonda espacial. Posteriormente, la recuperación económica permitió iniciar nuevos proyectos, y en 2011 se lanzó una nueva sonda rusa a Marte, conocida como Fobos-Grunt, con resultados igualmente negativos. Un nuevo proyecto ha sido llamado Mars-Grunt.
No obstante la pérdida de la Mars 96 no afectó tanto a la exploración marciana como lo hicieron las pérdidas de las sondas Fobos 1 y 2 y de la Mars Observer ya que en esta ocasión no se detuvo la investigación, y se continuaron lanzando sondas a Marte de manera regular. De hecho copias de sus instrumentos científicos, fabricadas en Europa y guardadas como reserva por si fallaban los otros, terminaron volando finalmente en la misión Mars Express.
Hasta el momento no se han detectado consecuencias perjudiciales por el plutonio caído. No obstante la Mars 96 sería presentada como antecedente por los grupos ecologistas para protestar contra otros programas que utilizaban energía nuclear, como las sondas Cassini-Huygens y New Horizons y el Programa Prometeo.

### Características generales

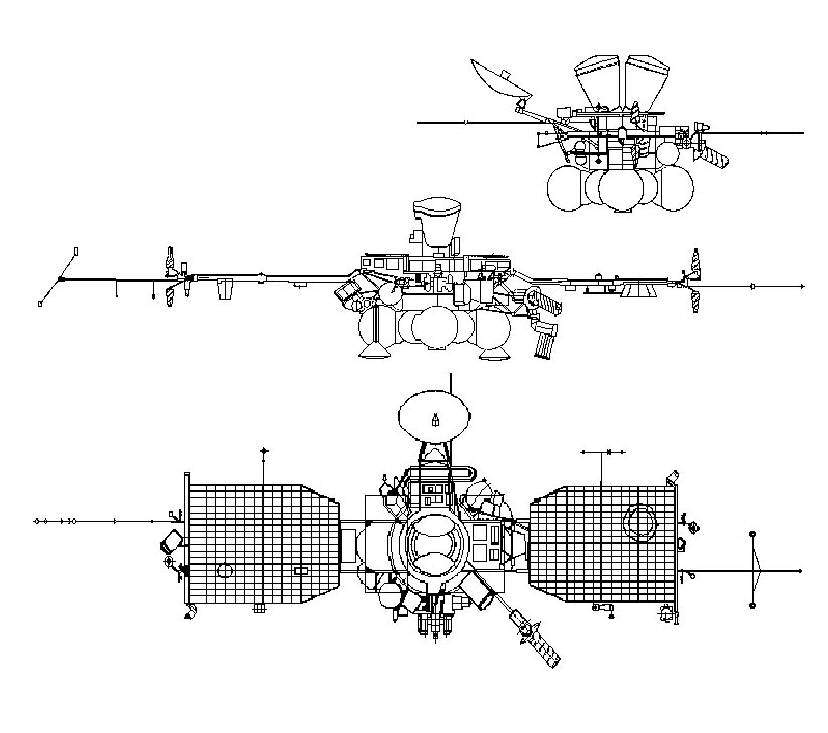
Diagramas de la Mars 96 mostrando dos vistas laterales y una vista superior. La sonda todavía tiene la unidad de propulsión (esferas inferiores), las estaciones de aterrizaje (conos superiores) y los penetradores (conos puntiagudos ubicados junto a la unidad de propulsión).

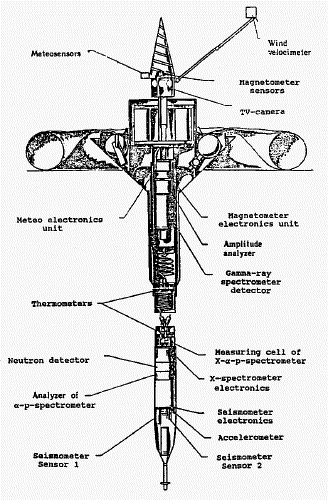
Esquema de los penetradores.

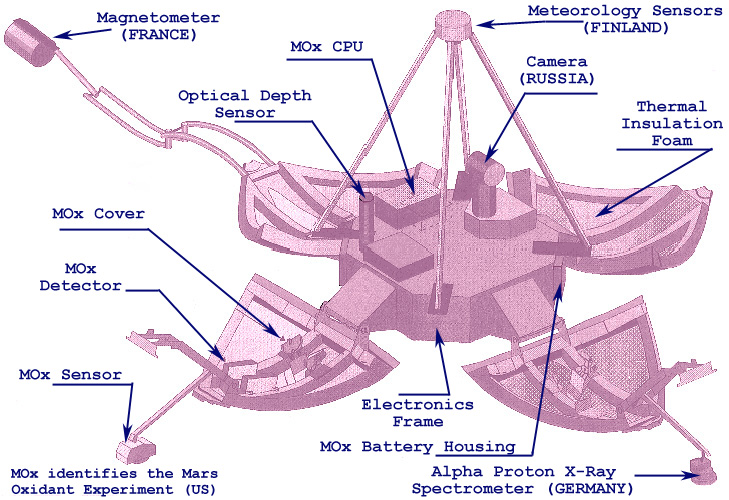
Diagrama de la sonda de superficie de la misión.

La misión llevaba 12 instrumentos para el estudio de la superficie y atmósfera de Marte, 7 instrumentos estudiarían plasma, campos y partículas; y 3 instrumentos para estudios astrofísicos. También tenía instrumentos de radio, una cámara e instrumentos de control de radiación. Contaba con participación europea, parte de la cual sería posteriormente empleada en la Mars Express.
Los penetradores usaban un innovador sistema para la reentrada atmosférica: además de un escudo rígido estaba previsto que se ayudaran de uno inflable. Una vez acabada la reentrada, la sonda se dejaba caer hasta su impacto contra la superficie a unos 80 m/s (±20) (entre 220 y 360 km/h). El impacto debía dividir el penetrador en dos partes, unidas solo mediante cables: su punta penetraría hasta unos 5 o 6 metros mientras que la base permanecería en la superficie. Tras el impacto el escudo de reentrada inflable debía desprenderse para facilitar el despliegue de los instrumentos de superficie. Al igual que las estaciones de aterrizaje, la fuente de energía era un dispositivo termoeléctrico cuya fuente de calor era plutonio.
Las dos estaciones de aterrizaje usaban un escudo protector que debía protegerlas de la reentrada atmosférica, posteriormente se tenía que abrir un paracaídas y para los últimos metros estaba previsto usar un innovador sistema de aterrizaje basado en airbags (que también han usado los todoterrenos de la NASA Mars Pathfinder, Spirit y Opportunity).
Cada estación contaba con dos RTGs (generador termoeléctrico de radioisótopos), cuya fuente radiactiva era una muestra de plutonio radiactivo. Las estaciones llevaban a bordo un CD que contenía mensajes y obras de ciencia ficción que habían inspirado la exploración espacial. La sonda estaba estabilizada en los tres ejes y tenía dos plataformas para el instrumental científico. La antena también se separaba del cuerpo principal. La energía se suministraba gracias a dos paneles solares.

## Objetivos de la misiónMars 96
- Superficie marciana:

- cartografía
- mineralogía
- caracterización de los elementos
- estudio del permafrost

- Clima marciano:

- abundancia y distribución de componentes minoritarios de la atmósfera marciana (H2O, CO, O3, etc).
- distribución de temperaturas atmosféricas
- variaciones de presión
- caracterización de la atmósfera cerca de volcanes
- estudio de los aerosoles atmosféricos
- composición de la alta atmósfera

- Estructura interna del planeta:

- espesor de la corteza
- flujo térmico
- búsqueda de vulcanismo activo
- actividad sísmica

- Plasma:

- campo magnético marciano
- composición del plasma durante el viaje a Marte y alrededor de él
- características de las ondas de plasma
- estructura de la magnetosfera

- Astrofísica:

- localización de explosiones de rayos gamma
- oscilaciones de las estrellas y el Sol

## Equipamiento y composición
Módulo penetrador
- MIS: instrumental meteorológico
- DPI: instrumento que mide los parámetros del descenso al planeta
- Espectrómetro: de partículas alfa, protones y rayos X
- OPTIMIZM: sismómetro, magnetómetro e inclinómetro
- Cámara de descenso:
- Cámara panorámica:
- MOx: detección de oxidantes

Orbitador
- Estudio de la superficie y la atmósfera:

- ARGUS: imágenes de alta resolución y espectrómetros
- PFS: espectrómetro planetario de Fourier de infrarrojos
- TERMOSCAN: radiómetro de mapeo visible y térmico
- SVET: espectrofotómetro de mapeo de alta resolución
- SPICAM: espectrómetro óptico multicanal
- UVS-M: espectrofotómetro ultravioleta
- LWR: radar de onda larga
- FOTON: espectrómetro de rayos gamma
- NEUTRON-S: espectrómetro de neutrones
- MAK: espectrómetro de masas de cuadripolos

- Estudio del plasma:

- ASPERA-N: espectrómetro de iones de baja energía
- FONEMA: analizador rápido de iones omnidireccional
- DYMIO: espectrómetro omnidireccional ionosférico
- MARIPROB: espectrómetros de plasma ionosférico
- MAREMF: magnetómetro y analizador de electrones
- ELISMA: analizador de ondas
- SLED-2: espectrómetro de partículas cargadas de baja energía

- Astrofísica:

- PGS: espectrómetro de rayos gamma
- LILAS-2: espectrómetro de explosiones de rayos gamma
- EVRIS: fotómetro estelar
- SOYA: fotómetro solar
- RADIUS-M: instrumento de medición de radiación y dosimetría

Módulo de aterrizaje
- Cámara:
- PEGAS: espectrómetro gamma
- MEKOM: meteorología
- IMAP-6: magnetómetro
- TERMOZOND: termosonda
- ANGSTREM: espectrómetro de rayos X
- NEUTRON-R: espectrómetro de neutrones
- ALPHA: espectrómetro de protones
- RFMERTON: seismómetro
- GRUNT: acelerómetro